# Živkovo
Živkovo (raniji naziv »Dupljane«) je naselje u gradu Leskovcu, Jablanički upravni okrug, Srbija. Prema popisu iz 2022. godine u Živkovu je živjelo 524 stanovnikа.